# 日中共産党の関係
日中共産党の関係 （にっちゅうきょうさんとうのかんけい）では、日本共産党と中国共産党との関係について記述する。

## 戦前の日中共産党の関係
中国共産党は1921年、日本共産党は1922年と、アジア地域の中ではどちらも最初期の結成である。どちらも1917年のロシア革命の後にソビエト政権を成立させたボリシェヴィキ、後のソビエト連邦共産党と、これを中心として1919年に設立されたコミンテルンの強い影響下にあり、国際共産主義組織の中ではそれぞれ中国支部、日本支部として位置付けられていた。
当時の中国では日本は自国を圧迫する列強の一つと認識されてはいたものの、欧米の先進思想と技術を取り入れることに成功したモデルケースでもあり、中国の知識人階級に日本留学経験がある者は多かった。結党大会である中国共産党第一次全国代表大会では董必武や周仏海など中国人代表者13人中4人を日本留学経験者が占めたほか、この他にも陳独秀や李大釗など多くの重要人物が日本留学を経験していた。
中国国民党の指導者である孫文が「容共連ソ」でソ連に接近したこともあって1924年には第一次国共合作が成立し、陳独秀らは共産党員のまま国民党に参加した。この合作は国民党右派の蒋介石による上海クーデターをきっかけに崩れ、1927年に最終的に崩壊して国共内戦に入ったが、その後も中国共産党は国内での勢力を着実に伸ばした。
その中で党内では後に「毛沢東思想」とまとめられる独自の農村革命論を掲げた国内組の毛沢東が実権を掌握し、1937年からの日中戦争では第二次国共合作の下で組織された共産党軍事組織の八路軍などが主に華北で日本軍と戦った。
一方、「22年テーゼ」のように党綱領で君主制廃止、すなわち天皇制の廃止を定めていた日本共産党に政府との協力の可能性はなく、中国への侵略反対を唱えた各時期を通じて当局からの取り締まりおよび党内における路線対立の結果、1930年代後半には国内組織がほぼ完全に壊滅した。
一方でコミンテルンの指示でモスクワに滞在していた野坂参三は1940年に中国共産党の解放区の中心となっていた延安へ移り、日本人民解放連盟などで日本軍兵士への反戦宣伝活動や捕虜への共産主義教育を行った。これによって日本共産党は戦後の活動再開の可能性を中国で残したが、一方では自らの綱領に中国共産党の意向が強く影響される構造を作った。

## 日本共産党の分裂と中国共産党
第二次世界大戦での敗北後、1945年（昭和20年）12月の日本共産党第4回大会で徳田球一や宮本顕治など日本国内からの釈放者達によって日本共産党の活動が再開されると、1946年（昭和21年）1月に中国・延安から野坂参三が帰国し、同年2月の第5回日本共産党大会において「日本共産党は、現在進行しつつある、わが国のブルジョア民主主義革命を、平和的に、かつ民主主義的方法によって完成する事を当面の基本目標とする」とした「平和革命論」を定めた。この方式は一定の成果を収め、特に1949年（昭和24年）1月の第24回衆議院議員総選挙では当選者35名を出す躍進を見せていた。
しかしコミンフォルムは、1950年（昭和25年）1月6日に『恒久平和のために人民民主主義のために!』において平和革命論について「アメリカ帝国主義を美化するものであり、マルクス・レーニン主義とは縁もゆかりもない」とする野坂批判を行った。コミンフォルムの批判は日本共産党内に動揺を起こし、徳田球一は1月12日に「日本の実情も知らずに同志（野坂）の言動を批判することは重大な損害を人民並びに我が党に及ぼす」「一見方針が親米的に見えるだけで実質はそうではなく党の方針に誤りはない」とするコミンフォルムへの反論「政治局所感」を出したが、宮本顕治ら非主流派はこの所感に反対しコミンフォルムの批判を受け入れるべきという立場をとった（そのため宮本ら非主流派は「国際派」と呼ばれた。以下「国際派」と記す）。
一方、第二次国共内戦に勝利して1949年に毛沢東を中華人民共和国中央人民政府主席とする中華人民共和国の成立を宣言していた中国共産党もソ連を支持し、1950年月17日に機関紙『人民日報』において「野坂の平和的方法で国家権力を勝ち取るためにブルジョワを利用できるとする理論は誤りであり、徳田の所感の内容は遺憾である」としてコミンフォルムの批判の支持を表明し、野坂に自己批判を要求した。これを受けて野坂は1月18日にも平和革命論を自己批判するとともにコミンフォルムの批判を全面的に受け入れることを表明した。党内論争としては国際派の勝利という形になったが、徳田の所感に賛成した主流派（以下「所感派」と記す）はこの屈辱を捨て置かず、宮本ら国際派を左遷した。さらにレッドパージで共産党幹部の公職追放命令が出されると国際派を地上に残して地下に潜った。
地下に潜伏した所感派の徳田と野坂は1950年9月にも北京に亡命して北京機関を創設した。一方地上に残った宮本ら国際派は所感派に対抗するため12月に「日本共産党全国統一会議」を結成した。だが所感派は1951年（昭和26年）2月の第四回全国協議会（四全協）でこれを分派と認定し「分派闘争決議」を出した。徳田は北京で毛沢東、さらにモスクワに飛んでスターリンとも会談して中ソ両共産党の所感派への支持を確保した。その圧力を受けて国際派の幹部には自己批判書の提出が要求され、宮本も自己批判書の提出を余儀なくされて「統一会議」は解散となった。国際派の復党はすぐには認められず、宮本の指導部復帰が認められたのもようやく1954年（昭和29年）になってのことだった。
国際派を屈服せしめた所感派は四全協の「当面の基本的闘争方針」や、1951年10月の第5回全国協議会（五全協）の「日本共産党の当面の要求」（通称「51年綱領」）などにおいて激烈な武装闘争の方針を定め、地下放送の自由日本放送から指示を出して中核自衛隊などに武装闘争を行わせた。この「51年綱領」は中国共産党とスターリンの合作だったといわれ、中国共産党は「51年綱領」に対して満足の意を表明している。
しかし1952年（昭和27年）4月にはサンフランシスコ講和条約の発効で占領状態が解かれたことでレッドパージは解除された。1953年（昭和28年）3月にはスターリンが死去し、7月には膠着状態だった朝鮮戦争で休戦協定が結ばれ、10月には北京で徳田球一が死去した。一方、レッドパージと武装闘争、路線混乱の影響で日本共産党は国民の支持を大きく失い、1952年10月の第25回衆議院議員総選挙では全員落選の惨敗となり、その後も勢力回復には長い時間を要して、武装蜂起を起こす口実がほぼなくなった上、革命成功の可能性も見込めなくなった。内外の変化を受け、平和共存路線へと歩み始めたソ連の勧告もあって1954年（昭和29年）頃から所感派と国際派は歩み寄りをはじめ、1955年（昭和30年）7月の第6回全国協議会（六全協）で党の再統一を果たし、中国革命方式の武装闘争路線の放棄を決議した。

## 中ソ対立と日中共産党の関係

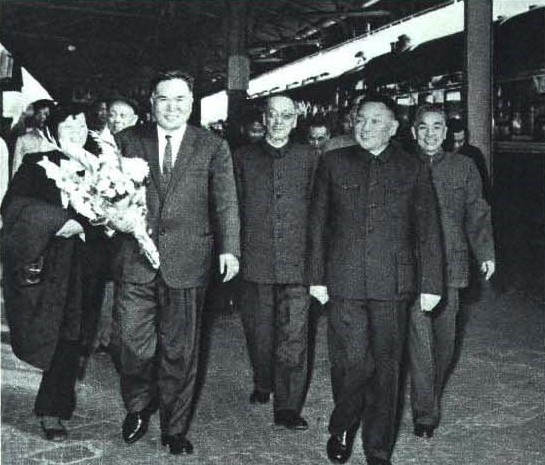
1965年1月広州市を訪れた日本共産党書記長宮本顕治を出迎えた中国共産党中央書記処総書記鄧小平

再統一後、1958年（昭和33年）の第7回党大会までには宮本の党指導権が確立したが、その後も1966年（昭和41年）までは中国共産党から影響を受ける関係は続いた。
1953年のスターリン死去後に開始されたソ連共産党のフルシチョフ指導部の路線の評価に関して、ソビエト連邦と中華人民共和国の間に深刻な対立が発生した。とりわけ1961年にソ連共産党第22回党大会が中国共産党寄りの態度をとったアルバニアを「スターリン主義」と批判し、中国共産党の周恩来がそれに反論したことで中ソ対立が一気に激化した。
中ソ両共産党は世界各国の共産党に対してどちらの側に付くのか明らかにするよう迫った。日本共産党は判断に悩みしばらく沈黙を続けたが、党内の中国派から突き上げもあって、1963年（昭和38年）の第5回中央委員会総会でこの問題を討議した。ソ連支持、中国支持、不介入、三様の意見が出たが、結局宮本が「中国寄りの中立」で意見をまとめた。
同年7月にソ連と米英が部分的核実験禁止条約を締結したが、中国共産党はこれを三国が核兵器を独占し中国の核開発を阻止しようとするものと見て強く反発した。この対立が日本に持ち込まれたのが同年8月の第9回原水爆禁止世界大会だった。大会では中国共産党代表朱子奇がソ連共産党代表ジューコフに扇子を叩きつけるほど激しい対立が起きた。社会党・総評系が部分的核実験禁止条約に賛成したのに対し、日本共産党は中国共産党寄りの立場から反対した。原水禁はこの時より社会党系と共産党系に分裂した。
日本共産党の親中反ソ傾向が強まったことに気づいたソ連共産党は1964年1月に書記局のオルグ3人を日本に送り込み、日本共産党を内部から切り崩そうと計った。これに対して日本共産党は2月に袴田里見を団長とする代表団をモスクワに送って談判を行ったが、けんか別れに終わった。その帰りの3月に北京に立ち寄ると中国共産党から「反修闘争の英雄」として大歓迎を受けた。こういうことがあって日本共産党の中国共産党寄りの態度は次第に決定的となってくる。
1964年（昭和39年）5月、来日したソ連のミコヤン第一副首相が傍聴席から見守る衆議院本会議において、ソ連派の志賀義雄は日本共産党の方針に反対して部分的核実験停止条約の批准に白票(賛成票)を投じた。参議院でも鈴木市蔵が賛成票を投じた。この急を聞いて急遽中国から帰国した宮本が臨席する5月21日の第8回中央委員会総会において二人は党から除名された。さらに9月25日には同派の神山茂夫と中野重治も除名され、ソ連派は一掃された。そのため11月の第9回党大会の段階では日本共産党の中国共産党寄りの立場はいよいよ鮮明になった。

## 1966年の日中共産党の決裂について

### 日本共産党の大型代表団の派遣ともの別れに終わった宮本・毛会談
一九六六年二月、日本共産党中央委員会は、ベトナム侵略反対の国際統一戦線の結成を願って、ベトナム、中国、朝鮮の三カ国の共産党、労働党と会談するために、大型の代表団を送ることになった。一行は2月9日に福岡の若松港から中国の貨物船で上海に向かい、上海で予備的な会談を行った後に、2月17日にハノイに入った。ハノイに10日間滞在し、共同コミュニケに調印し、2月28日に北京に到着した。北京に1週間滞在して4回にわたって中国側と会談したが「アメリカのベトナム侵略に反対する国際統一戦線」か、「反米反ソの統一戦線」かで双方の主張の隔たりが大きく、共同コミュニケにつながらないまま、一行は朝鮮に向かった。3月11日に平壌に着き、21日に共同声明を発表して、同日北京を経由してそのまま帰国するつもりだったが、中国側から共同コミュニケを発表しようという提案があった。会談では中国側がソ連を名指しで批判するよう提案したが、日本共産党は同意せず、双方の一致点を三千字のコミュニケにまとめ上げた。一行は上海にいる毛沢東を訪れて最終的にコミュニケを承認することになっていたが、宮本らはこの会談は形式的なもので、コミュニケはそのまま了承されると思っていた。ところが、宮本らを迎えた毛沢東は、コミュニケの内容が軟弱だと批判し、コミュニケは発表されず、毛沢東は「この会談はなかったことにしよう」と言い、宮本らはそのまま帰国した。

### 日中共産党の路線対立の表面化
帰国した宮本は4月27日と4月28日に第四回中央委員会を招集。その席上宮本は「毛沢東は老衰して頭がぼけてしまっている。そのうえ思いあがって党内でも孤立している」と毛沢東を批判し、以降第10回党大会を目指して明確な反中路線に転換した。毛沢東一派の極左冒険主義」への批判が『しんぶん赤旗』紙上に載るようになり、「1966年から1967年（昭和42年）にかけては西沢隆二ら中国派の中堅幹部30数名が除名された。
中国共産党は宮本を「修正主義者」と認定し、日本共産党を「宮本修正主義集団」と批判するようになった。1966年10月には日中友好協会が日本共産党派と非日本共産党系で分裂し、後者は「日中友好協会❨正統❩本部」を結成した。続いて日本アジア・アフリカ連帯員会も日本共産党派と非日本共産党系に分裂した。日本ジャーナリスト会議や新日本婦人の会でも両派が対立し、分裂した。日本共産党の不破哲三は、中国共産党は日本共産党を日本の政界で孤立化させたり、内部分裂させるために他の政党との関係を利用した工作活動も行ったと主張している。

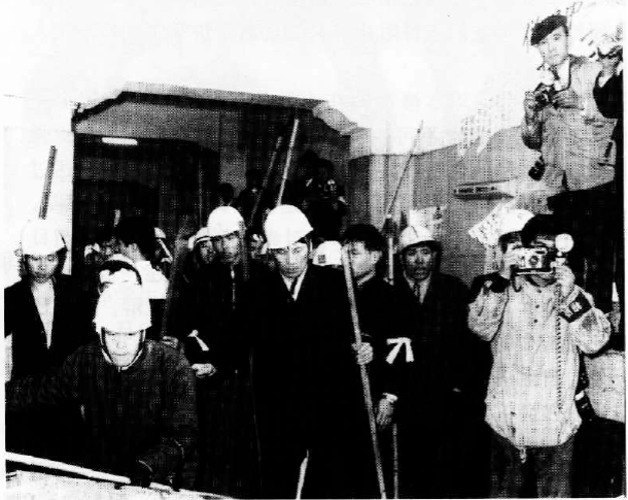
1967年3月2日の善隣学生会館事件の際に中国留日学生後楽寮自治会側が撮影した「善隣学生会館を武力制圧した日本共産党・民青同盟のゲバルト部隊」とされる写真

### 対立を決定的にした事件
東京都文京区の善隣学生会館は、昭和10年(1935年)に当時「満州国」皇帝だった溥儀の寄附行為によって設立された満州国留日学生補導協会が中国人留学生寮の満州国留日学生会館として建設したものである。日本の敗戦後、旧外務官僚らによって設立された財団法人善隣学生会館に所有権が引き渡されようとしたが、会館は中国の財産であると主張する中国人学生や在日華僑との間で所有権をめぐる紛争が1952年から1962年まで続き、1962年2月に和解が成立し、財団法人の管理権を認めるとともに、会館は中国人学生寮および中国文化センターとして、もっぱら使用することで合意した。これを機に、日中友好運動に関係のない賃借人は退去することになり、日本中国友好協会は日中友好運動のまとめ役として、同会館内に事務所を構えることになった。ところが、同協会の分裂後、会館に残った日中友好協会は中国との交流を妨害する姿勢を強め、これに反発した会館内の中国人寮生が、壁新聞を張って、日中友好運動を行わない日中友好協会は偽の日中友好協会だから、会館を退去するべきと主張した。1967年2月28日に、壁新聞を日中友好協会の職員が破り、協会事務所内に入ったので寮生が事務所に行って抗議したところ、日本共産党が事務所を襲撃されたとして、500名の民主青年同盟員などで会館を包囲し、また事務所内にヘルメットやこん棒などの武器を持ち込んだ。3月2日に、日中友好協会の事務所から出てきたヘルメットとこん棒で武装した部隊が、正当防衛を口実に、事務所の付近にいた寮生らをこん棒で殴打し、在日中国人学生や支援の日本人に重傷者７人を出す流血事件善隣学生会館事件が起きた。
同年8月には北京空港事件があり、北京を退去しようとした日本共産党員2名が中国の紅衛兵や日本の留学生らに集団暴行された。こういった事件により日本共産党と中国共産党は完全に対立関係となった。

## 宮本・毛会談後の日本共産党の反中国的な活動に対する批判
宮本顕治は、「ベトナム侵略反対の国際統一戦線の結成を願って、ベトナム、中国、朝鮮の三カ国の共産党、労働党と会談するために、大型の代表団を」送ったが、統一戦線にソ連を含めることに中国側が反対し、中国共産党との共同声明を公開できず、これが両党の断絶につながったと書いている。しかし、当時の国際情勢と日本共産党の党内事情、あるいは会談後の日本共産党の動静などから考えると、代表団派遣の意図や動機には、建前とは異なるものが見えてくるとする批判がある。それによれば以下のとおりである。
1966年当時、北ベトナムへの軍事攻撃を強めるアメリカに対し、中国は「ベトナムへの侵略は中国への侵略につながる」と主張し、国を挙げてベトナムの「抗米・民族独立闘争」を支援していた。中国の態度から中国脅威論を持ったアメリカは、日本・韓国・台湾の連携を強めさせ、中国包囲網を強化しようとしていたところ、同時期に、中ソ対立が公然化し、両国共産党の論争や対立から、国家間の対立へと発展しつつあった。中国は、米ソ二つの超大国から攻撃を受けかねない情勢に追い込まれ、これを克服するために文化大革命を発動して、国内体制の再編・強化に取り組み始めていた。このような中国が重大な局面に立っていたときに、日中共産党の対立が生じ、日本共産党は中国との交流自体を断絶させることになった。前述のとおり、中ソ対立は国家対立にまで発展しつつあり、日本共産党の指導部は、延安時代の中ソ共産党の関係からの状況をよく知っていたはずであり、「ベトナム侵略反対」の国際統一戦線を、前述の形で提案すれば、ソ連の評価について日中共産党の対立が発生することは予測できたはずである。のちの日本共産党の行動を見ると、宮本らは、そのような対立が出た場合には、中国共産党との関係を断つ心づもりで、代表団を送ったのではないかと考えられる。当時、日本共産党は、国内問題で、それまで採用していた闘争を中心とする方針を転換しつつあり、中国共産党の強硬な路線には賛成できないという方針を固めつつあった。つまり、宮本顕治書記長が党内で主導権を確立するという目的があった可能性は否定できない。日本共産党では宮本書記長と意見が異なる従来の党員を排除する権力闘争が長く続いていた。そのような闘争を通じて、今日の日本共産党が形成されている。
宮本は、手記で、路線対立などにつき「歴史の検証」を待とうと書いているが、同じ共産党といっても、国によって事情が異なり、意見の対立があったことはやむを得ない。しかし、日本共産党は党間の対立を、日中友好運動の中に持ち込み、さまざまな友好団体に派遣していた党員のメンバーを通じて、中国との交流そのものを否定し、妨害する姿勢を強めた。日本共産党が日中友好協会を含む友好団体に多くの人員を提供していたのは、日本共産党が様々な団体の中に組織を作り、その組織を通じて団体に対する共産党の影響を及ぼそうという性格の活動をおこなっていたからである。
たとえば、1965年の日中青年友好大交流の成功に続き、1966年に予定されていた第二回日中青年友好大交流は、日本共産党が不参加方針をとっただけでなく、日本共産党の指示に従った団体が参加を阻止するための妨害行動を行い、佐藤内閣はこの内部対立に乗じて、旅券の発行を認めない方針を決定した。また、1966年11月から12月にかけて、日中双方の貿易関係諸団体の主催により、北九州市と名古屋市で中国経済貿易展覧会が開催されることになり、日本側では日中友好協会などの友好団体が準備をしていたが、日本共産党中央が同展に参加しない方針をとるとともに、関係団体に所属している党員を通じて、規模を大きくさせないとか、会場で『毛沢東選集』をはじめとする中国の書籍の展示や販売をさせないなどという妨害活動を行った。日中友好運動全般で徹底されたこのような日本共産党の行動は、「反中国」と形容され、運動に混乱をもたらした。日中友好の運動は、特定の党派の専有物ではなく、日本の各界各層の人たちによる大衆運動だったからである。党派の方針を日中国交回復という国民的な政治課題に優先させて、妨害行為を行った日本共産党の当時の姿勢を問題視する批判がある。

## 関係断絶期
中国共産党からの批判・内政干渉・分派作りに直面して宮本は、中国共産党との関係断絶に踏み切らざるを得ず、これ以降日本共産党は他国の共産主義政党とは距離を置く「自主独立」の旗を掲げるようになった。しかしソ連のみならず、中国をも敵に回したことにより日本共産党は国際共産主義運動の中でほぼ完全に孤立した。また国際共産主義運動自体もソ連派、中国派、チェコ派、中立派などの四分五裂を起こして事実上崩壊状態となった。
1968年（昭和43年）には日本共産党と中国共産党の決裂を知ったソ連共産党が、志賀義雄ら「日本のこえ」をそでにする形で日本共産党との関係を修復しようとスースロフを団長とする代表団を代々木の日本共産党本部に送った。日ソ両共産党は一応共同コミュニケを出したが、「自主独立」路線後の日本共産党はソ連とも距離を置く姿勢を取り、同年にソ連がチェコスロバキア侵攻を行うと「兄弟党の内部問題不介入の原則に著しく反する」としてソ連を批判した。そのためソ連共産党と日本共産党の関係回復も短期間で終わった。
この時期、日本共産党は中国共産党やソ連共産党に対する激しい闘争のため、反共政党の民社党よりも右という皮肉な評価を受けることもあった。また、日本共産党はユーロコミュニズムを掲げるイタリア共産党などとの友好関係を強め、議会内政党として国政での影響力を高めたことで、毛沢東主義による文化大革命を続けた中国共産党とは全く異質の党となった。
一方、ベトナム戦争へのアメリカ合衆国の軍事介入拡大と、1969年には珍宝島（ダマンスキー島）での大規模な軍事衝突にまで至った中ソ国境紛争という南北での軍事緊張拡大の中で文化大革命を続ける中国において、日本との関係は政治的地位、場合によっては生命そのものを脅かす危険要因となった。董必武は数少ない創設時からの共産党員として権威を保ち、日本留学経験のある周恩来は国務院総理（首相）として行政面で毛沢東からの厚い信頼を得続けていたが、東京で生まれて少年時代を日本で過ごした廖承志は中日友好協会の会長として日本共産党批判を行いながら、結局は「親日派」として失脚した。その後、1972年のアメリカ・ニクソン大統領の中国訪問によって中国の外交政策が変わり、同年10月に日本から北京を訪問した自由民主党の田中角栄内閣総理大臣（首相）と中国の周恩来総理が共同宣言を発表して日中国交正常化が実現し、その通訳を務めた廖承志が復権しても、日中共産党間の関係改善はなされず、国交回復のための地ならしとなる野党外交は、党内左派の親中派グループの影響もあって党全体で中国共産党と友好関係を持っていた日本社会党と、田中訪中の3カ月前に竹入義勝委員長が北京で周恩来からの親書を受け取っていた公明党によって担われた。1976年に周恩来と毛沢東が死去し中国共産党は文化大革命を終結させ、中国共産党中央委員会主席の華国鋒を実質的に棚上げして周恩来以来の実務中心・近代化路線を採る鄧小平が最高権力者となる体制に移行したが、日中共産党間の対立は続き、日本側からの議員訪中団でも日本共産党の所属議員は中国側から拒否された。
ただし、日中国交正常化に強く抵抗した党内グループが存在し、その後も台湾（中華民国）との関係が深く残った自由民主党とは違い、反共主義を掲げる蒋介石、および1975年の彼の死後も戒厳令を維持して中国国民党の一党支配が続く台湾と日本共産党が友好関係を持つ可能性はなかった。結局、日本共産党は中国問題において実質的な影響力は発揮できず、中国共産党を厳しく批判しつつも、台湾との統一を目指す同党の「一つの中国」論は支持し続けた。1978年に福田赳夫首相が結んだ日中平和友好条約の国会承認においては10月18日の参議院本会議で同党参議院議員の立木洋が本会議の討論に立ち、「中国側が、この十余年来、日本国民の運動に対する武装闘争路線の押しつけを図り（中略）大国主義的覇権主義的行為に出ている」と批判した上で、自党議員の訪中拒否と共に中国側による日本国内の親中国・反日本共産党系新左翼グループへの支援が内政干渉であり、同条約が反対する覇権主義に含まれると日本政府が確認したという理由で、日本共産党として承認に賛成した。
1979年2月に始まった中越戦争では、1966年の宮本訪問団（上記）以来ベトナム共産党との友好関係を維持する日本共産党は「中国はベトナムに対する侵略行為をただちに中止せよ」という声明を出し、中越戦争を中国の侵略と断じるとともに中国の軍事行動を「社会主義の大義とは全く無縁」として批判した。3月には中越戦争を取材中のしんぶん赤旗のハノイ特派員の高野功が中国人民解放軍に射殺される事件があった。しんぶん赤旗編集長韮沢忠雄は「正義と真実の報道に準じた高野特派員の死を深く悼むとともに、重ねて中国のベトナム侵略を強く糾弾するものである」との声明を出した。
日本共産党は、日中共産党の関係改善の流れについて次のように主張している。
中国共産党は文化大革命時の世界各国の共産党への内政干渉を1970年代末から順次曖昧な「どっちもどっち論」や「未来志向論」などで修復していった。その流れとして1985年にも一度は関係修復のための会談を日本共産党に申し入れていた。しかしその内容は関係悪化の原因を「宜粗不宜細(粗い方がよく細かいのはよくない)」として曖昧にするものであり、日本共産党議長の宮本は、誤りを具体的に認めず、謝罪もしない中国共産党の姿勢は拒絶した。
1989年の天安門事件を日本共産党は「社会主義の大義に照らし国際的にも絶対に黙過できない暴挙」「言語道断の暴挙にたいし、怒りをこめて断固糾弾する」と批判している。

## 関係修復
しかし1997年に鄧小平が死去し、中国共産党の体制が名実ともに江沢民体制へ移行すると、朝日新聞に掲載された中国共産党側からの内部問題不干渉原則違反を反省する旨の関係修復への非公式なサインが日本共産党に対してあった。この年には日本共産党側でも中国共産党と長年対立してきた議長の宮本顕治が名誉議長となって党の実務から離れ、不破哲三が党指導権を確立しており、両国共産党の関係が悪化した時期の指導者からの代替わりが完了して、以降日中共産党は関係修復に向けて動きだすようになった。
1998年6月に北京で両党会談が行われて関係回復の合意に達した。このときの合意文書  では、「中国(共産党)側は、六〇年代の国際環境と中国の「文化大革命」などの影響を受け、両党関係において、党間関係の四原則、とくに内部問題相互不干渉の原則にあいいれないやり方をとったことについて真剣な総括と是正をおこなった。日本(共産党)側は中国側の誠意ある態度を肯定的に評価した。」という条項が盛り込まれ、中国共産党が文化大革命時の日本共産党への干渉について非を認めた。
関係修復後は両党の理論交流が再開した。日本共産党は1976年から自分たちの思想を表す表現を「マルクス・レーニン主義」から「科学的社会主義」に変更していたが、中国共産党が掲げている「マルクス主義」と意味は同じであり、日本共産党も用語として排除しているわけではないという立場から中国共産党との理論交流では共通語として自分たちの思想を「マルクス主義」と表現した。
中国共産党との関係改善の影響で日本共産党議長の不破哲三が主導した2004年の日本共産党綱領改定では「今日、重要なことは、資本主義から離脱したいくつかの国ぐにで、政治上・経済上の未解決の問題を残しながらも、『市場経済を通じて社会主義へ』という取り組みなど、社会主義をめざす新しい探究が開始され、人口が一三億を超える大きな地域での発展として、二一世紀の世界史の重要な流れの一つとなろうとしていることである。」という記述が入った。これは中国共産党が主張していた「社会主義市場経済」を「社会主義を目指す新しい探求」として肯定的に評価するものだった。他方で不破は「政治上・経済上の未解決の問題を残しながらも」という但し書きによって、中国で起こっているすべてを肯定する立場に立つわけではないとも述べた。日本共産党委員長志位和夫は関係正常化の段階でも中国の民主主義と人権の問題については見過ごすことのできない状態だったため「但し書き」を入れたことを明らかにしている。
志位は日本共産党が「社会主義をめざす新しい探究」の評価を行った判断基準について、経済体制について評価を行うと内政干渉になりえることから（ただし内部的には経済体制の研究も行っていると述べている）「指導勢力が社会主義の事業に対して真剣さ、誠実さをもっているかどうか」、そのことを対外的な関係で評価するという態度をとってきたとしている。「指導勢力が、社会主義の事業に対して「真剣さ、誠実さ」をもっていれば、さまざまな困難をのりこえて、前にすすむことができるでしょう。それがなくなってしまったら、前にすすむ保障はなくなってしまうでしょう。」と語る。その基準に照らし、関係回復した当時の中国の指導部は日本共産党への干渉の誤りを認めたこと、そのことをテレビや新聞で国民に周知する対応をとったことなどから日本共産党としては「社会主義事業に対する真剣さ、誠実さ」があると判断したとしている。
志位は中国の将来について「楽観的、固定的に見ているわけではない」と繰り返し表明し、この立場から日本共産党は「内政不干渉の原則を守りつつ、国際的な性格をもつ問題点については、節々で我が党の見解を伝える」という方針をとった。
その立場から尖閣諸島問題や南沙諸島問題といった領土問題での強硬姿勢、またチベット問題・ウイグル問題・香港民主化デモ弾圧など国際的な人権擁護の取り決めに反する次元の強権的内政について日本共産党は度々中国共産党を機関紙などで批判した。
日本共産党は2014年1月の第26回党大会決議で中国の前途について「そこには模索もあれば、失敗や試行錯誤もありうるだろう。覇権主義や大国主義が再現される危険もありうるだろう。そうした大きな誤りを犯すなら、社会主義への道から決定的に踏み外す危険すらあるだろう。私たちは、“社会主義をめざす国ぐに”が、旧ソ連のような致命的な誤りを、絶対に再現させないことを願っている」という両党関係回復以来、はじめて警告的な意見表明を行った。

## 再び関係悪化へ

### クアラルンプールでのアジア政党国際会議についての日本共産党の主張
日本共産党委員長の志位は「わが党が、中国に対する見方を決定的に変えざるをえないと判断したのは2016年9月にマレーシア・クアラルンプールで行われたアジア政党国際会議（ICAPP）での体験だった」と述べている。この会議に日本共産党代表団団長として出席した志位によれば、次のような経緯であったという。
日本共産党代表団は総会宣言に過去の総会宣言でも盛り込まれた「核兵器禁止条約の国際交渉のすみやかな開始を呼びかける」という記述を入れる修正案を提案したが、中国共産党代表団が強く反対していたため、日本共産党副委員長で代表団副団長の緒方靖夫は中国共産党代表団に話し合いを申しこんだ。その会談で緒方は「過去2回のICAPP総会で、中国も賛成し、全会一致で賛成しているものだ。何の問題があるのか」と問いただしたが、中国共産党代表団は「過去のことは知らない。こういう文章を入れることは、侵略国の日本がまるで被害国のように宣伝されてしまう」と述べた。緒方は「この修正案には日本の被爆の話も被害の話も一切ないではないか。人類的な大きな国際問題として提起している」と反論したが、中国側は「この問題については議論したくない。われわれは修正案には反対だ。提案は拒否する」と理由も述べずに反対する姿勢を繰り返して会談を終わらせた。
日本共産党代表団は再度の会談を求め、再会見で緒方は改めて「中国は核兵器禁止条約をこれまで主張してきたのに、なぜそれに反する態度をとるのか」と問いただしたが、中国側は答えず「あなたは覇権主義だ。自分たちの意見を押し付けている」と緒方を批判した。緒方は「それは当たらない。議論しているのだ。これが押しつけなら議論ができないではないか」と反論した。また中国側は「何度も俺を呼び出しやがって、無礼だぞ」とった侮蔑的な言葉も投げつけたという。中国共産党代表団の態度について志位は「1998年の両党関係正常化のさいの反省はいったいどこにいったのかと、事態の重大性を深刻にとらえざるをえませんでした。」と述べている。
その後に日本共産党が宣言起草委員会で修正案を提起した時には、中国共産党代表団は異議を唱えなかったので全会一致で採択され、総会最終日の総会宣言案に盛り込まれたが、宣言採択直前になって北京の指示を受けた中国共産党代表団がこの部分の削除を要求したため記述は削除された。日本共産党代表団は宣言起草委員会で全会一致で決まったことを中国共産党の一存だけで一方的に覆す覇権主義的なふるまいとして反発し、「採択直前に突然、宣言の最終案の変更を求めた一代表団のふるまいは、異常かつ横暴きわまるものであり、この一代表団によって、ICAPPの会議の民主的運営に著しく反する事態が引き起こされたことに、強く抗議する」という中国共産党代表団を批判する部分的保留を表明した。

### 中国を「新しい大国主義・覇権主義」と批判
2017年1月に日本共産党は第27回党大会において核兵器問題での深刻な変質、東シナ海と南シナ海での力による現状変更をめざす動き、国際会議の民主的運営をふみにじる覇権主義的なふるまい、日中両党で確認してきた原則に相いれない態度などから中国を「新しい大国主義・覇権主義の誤り」があると名指しで批判した。志位によると党大会直前、当時の中国大使だった程永華より志位に面会要請があり、その会見で「新しい大国主義・覇権主義」の記述の削除を求める要請があったが、志位は要請を拒否するとともに、なぜそういう規定をしたのか理由を述べて是正を求めたという。また「中国共産党代表団がアジア政党国際会議でとったふるまいを、中国共産党中央委員会として是とするのか、非とするのか。本国に問い合わせ、回答を持ってきてほしい」と要請し、程も本国に伝えると約束したが、その後も返答はなかったという。そのため日本共産党としては「クアラルンプールで中国共産党代表団がとった覇権主義的ふるまいは、中国共産党中央委員会自身の問題とみなさざるをえない」「そこに『社会主義の事業への誠実さ、真剣さ』を見いだすことはできない。」と判断するにいたったと述べている。
また会談で程は「意見の違いを公にせず、内部の話し合いで解決してほしい」「敵が喜び、右翼が喜ぶだけだ」とも述べたが、志位は「国際問題で我が党がその立場を公然と述べることは、党の自主的権利に属することであって、もしも異議があるならば公然と反論すればよい」「『敵が、右翼が喜ぶ』というのは、安倍政権の『戦争をする国づくり』と真剣にたたかっている我が党に対して、あまりに礼を失した発言であり、率直にいうが、中国の大国主義・覇権主義的ふるまいが、どれだけ安倍政権が安保法制＝戦争法を進める口実とされているか、日本の運動の利益をどれだけ損なっているかを、真剣に考えてほしい」と反論したという。

### 中国を「社会主義をめざす新しい探究が開始された国」とする評価の除去
2019年、日本共産党第8回中央委員会総会において、中国は社会主義の原則や理念から外れているとして、「社会主義をめざす新しい探究が開始された国」と評価する綱領文の削除が提案され、2020年1月18日第28回党大会で正式に綱領が改定され、名指しは避けているものの中国やロシアを念頭に置いた「いくつかの大国で強まっている大国主義・覇権主義は、世界の平和と進歩への逆流となっている。アメリカと他の台頭する大国との覇権争いが激化し、世界と地域に新たな緊張をつくりだしていることは、重大である」という記述が綱領に盛り込まれるに至った。
志位が大会でおこなった「綱領一部改定案についての中央委員会報告」では、中国を「社会主義をめざす新しい探究が開始」された国とみなす根拠はなくなったことの理由として、八中総での、第一に、核兵器廃絶に逆行する変質がいっそう深刻になっていること、第二に、東シナ海と南シナ海での覇権主義的行動が深刻化していること、第三に、国際会議での民主的運営をふみにじる横暴なふるまい、日中両党で確認された原則に背く行動について、是正する態度がとられなかったこと、第四に、香港や新疆ウイグル自治区などで人権侵害が深刻化していることの指摘が確認され、中国は名指しで批判された。志位報告は、中国はどういう経済体制とみているかは内政問題であり政党としての判断を公にしない、研究者などが個人の意見を述べるのは自由、中国共産党とは関係は日本の政党と中国の政権党との関係として維持し、地域の平和と安定のために必要な協力の努力は続ける、とも述べた。
ただ日中両共産党間に「共通する政治的・思想的立場はない」こと、「（中国共産党の）核兵器への態度や覇権主義の行動、人権侵害は『共産党』の名に値しない行動だと考えている」ことを志位は明らかにしている。
綱領改定以降、日本共産党は中国への批判を強めており、同国の2019年-2020年香港民主化デモに対する対応や香港国家安全法の施行、尖閣諸島問題などについて、日本共産党は中国共産党や中国政府に対して繰り返し抗議している。
このような日本共産党の批判に対して、中国側の広報は表立った反応をしていないものの、日本共産党によれば2021年7月1日に行われた中国共産党建党100周年記念式典で中国共産党が日本の与野党各党に祝辞を求めるなか、日本共産党には求めなかったという。同日、日本共産党は改めて「中国による東シナ海や南シナ海での覇権主義的行動、香港やウイグルでの人権侵害は、社会主義とは無縁であり、共産党の名に値しない」と批判した。
2021年12月13日、志位が2022年北京冬季五輪について声明し「大会の開会・閉会式に政府代表を派遣することは、中国での人権抑圧の黙認となりかねない。」として政府代表者を送らない外交ボイコットを日本政府に求める考えを表明した。
日中関係が悪化する中の2023年3月30日には日本共産党の公式サイトに志位名義で『日中両国関係の前向きの打開のために――日本共産党の提言』が掲載され、両国間に横たわる問題の対話による解決を訴えている。　

## 一国一前衛党論に係る日中共産党の関係の性格の変化について
日本共産党は少なくとも1984年まで、一国一前衛党という考え方を主張していた。この考え方によれば、各国共産党は科学的社会主義に基づく究極的な社会改革を目指す運動の中心的な組織であり、日本共産党と中国共産党の関係には、政策あるいは路線的な意見対立は別にして、両国における、根本的な主義と目的を共有しているはずの唯一の組織間の関係であるという前提があったといえる。日本共産党は1970年代以降、マルクス・レーニン主義、プロレタリア独裁、前衛党などの概念について、用語や解釈の変更を行ってきた。このような背景を考えると、1966年の日中共産党の関係断絶では、前述の組織間路線の対立という意味合いがあったと言えるが、1998年に日中共産党の関係が修復された段階で、日中共産党の関係にそのような対立の継続があり、そのレベルでの関係修復があったと言えるのかどうかは不明である。
1984年に主張していた一国一前衛党論について、日本共産党が理論的に否定あるいは修正したことを明確に論じている同党発の文献は、現在(2021年5月)のところ見当たらない。しかし、議会制民主主義を積極的に肯定している現在(2021年)の綱領の記述と一国一前衛党という主張は、相容れない部分があるように見える。